# Sosioella
Sosioella es un género de foraminífero bentónico normalmente considerado un subgénero de Chusenella, es decir, Chusenella (Sosioella), pero aceptado como sinónimo posterior de Chusenella de la subfamilia Chusenellinae, de la familia Schwagerinidae, de la superfamilia Fusulinoidea, del suborden Fusulinina y del orden Fusulinida. Su especie tipo era Chusenella sosioensis. Su rango cronoestratigráfico abarcaba el Guadalupiense (Pérmico medio).

## Discusión
Clasificaciones más recientes hubiesen incluido Sosioella en la superfamilia Schwagerinoidea, y en la subclase Fusulinana de la clase Fusulinata.

## Clasificación
Sosioella incluía a las siguientes especies:
- Sosioella glenisteri †, también considerado como Chusenella (Sosioella) glenisteri †, pero aceptado como Chusenella glenisteri †
- Sosioella intermedia †, también considerado como Chusenella (Sosioella) intermedia †
- Sosioella sosioensis †, también considerado como Chusenella (Sosioella) sosioensis †, pero aceptado como Chusenella sosioensis †